# Europium(III)-hydroxid
Europium(III)-hydroxid ist eine anorganische chemische Verbindung des Europiums aus der Gruppe der Hydroxide.

## Gewinnung und Darstellung
Europium(III)-hydroxid kann durch Reaktion von Europium mit Wasser gewonnen werden. Es entsteht auch durch Zersetzung des instabilen Europium(II)-hydroxid Hydrates.
{\displaystyle \mathrm {2\ Eu+6\ H_{2}O\longrightarrow 2\ Eu(OH)_{3}+3\ H_{2}} }
Europium(III)-hydroxid kann auch durch Reaktion von Europium(III)-nitrat mit Hexamethylentetramin bei 95 °C oder Ammoniumhydroxid gewonnen werden.

## Eigenschaften
Europium(III)-hydroxid ist ein weißer Feststoff, der praktisch unlöslich in Wasser ist. Er besitzt eine hexagonale Kristallstruktur mit der Raumgruppe P63/m (Raumgruppen-Nr. 176). Bei Temperaturen zwischen 225 und 300 °C zersetzt sich die Verbindung zu Europiumoxidhydroxid EuOOH, welche sich bei Temperaturen über 425 °C zu Europium(III)-oxid zersetzt.

## Verwendung
Europium(III)-hydroxid wird als Phosphoraktivator für Farbkathodenstrahlröhren und Flüssigkristallanzeigen verwendet.